# Rockport (Indiana)
Rockport es una ciudad ubicada en el condado de Spencer en el estado estadounidense de Indiana. En el Censo de 2010 tenía una población de 2.270 habitantes y una densidad poblacional de 546,08 personas por km².

## Geografía
Rockport se encuentra ubicada en las coordenadas 37°53′24″N 87°3′15″O / 37.89000, -87.05417. Según la Oficina del Censo de los Estados Unidos, Rockport tiene una superficie total de 4.16 km², de la cual 4.07 km² corresponden a tierra firme y (2.12%) 0.09 km² es agua.

## Demografía
Según el censo de 2010, había 2.270 personas residiendo en Rockport. La densidad de población era de 546,08 hab./km². De los 2.270 habitantes, Rockport estaba compuesto por el 95.9% blancos, el 1.81% eran afroamericanos, el 0.22% eran amerindios, el 0.31% eran asiáticos, el 0% eran isleños del Pacífico, el 0.4% eran de otras razas y el 1.37% pertenecían a dos o más razas. Del total de la población el 2.6% eran hispanos o latinos de cualquier raza.